# Maltitol
Maltitol är en sockeralkohol som har cirka 90 procent av sackarosens sötma. Det används som sötningsmedel i bland annat konfektyrer, läkemedelsberedningar och halstabletter.
Beroende på kvaliteten är energiinnehållet mellan 2,1 och 3,1 kcal per gram maltitol. Genomsnittet på maltitol framställd i Europa är 2,4 kcal/gram.
Maltitol agerar ungefär som vanligt socker. Maltitol ger samma volym, konsistens med mera. 
Substansen omsätts långsamt i kroppen. Liksom andra sockeralkoholer kan maltitol ha laxerande verkan och ge magproblem vid överdriven konsumtion. Risken för denna effekt anses högre än för andra sockeralkoholer.
I Sverige ingår maltitol endast i färdiga livsmedel. I vissa andra länder säljs maltitol även i ren form, bland annat under namnet Maltisorb.

## Maltitolsirap
Maltitolsirap är maltitol i flytande form. Det används bland annat som ersättare för sirap när bara sötningsmedel i flytande form är lämpligt, bland annat i vissa konfektyrer.